# Big Brother (Panamá)
Big Brother era un reality show producido por Endemol y conducido por Roly Sterling. Es la adaptación panameña del programa neerlandés Big Brother, creado por John de Mol y emitido por TVN Panamá. Comenzó su emisión el 31 de agosto de 2016. El programa fue producido en Buenos Aires por Endemol, con la transmisión de la casa las 24 horas mientras que las galas y los debates se realizan en los estudios de TVN.
Las galas fueron presentadas por Rolando "Roly" Sterling, y Gaby Garrido condujo los debates, acompañada por los panelistas Carla Pino (psicóloga), Miguel Esteban González (DJ), y Masha Armuelles (La Cáscara). También estuvieron en los debate, participantes eliminados del programa, que iban saliendo semana a semana. Panamá es el primer país de Centroamérica y el Caribe en realizar la adaptación del reality.

## Premisa
Durante 3 meses, 14 panameños pasarán encerrados en una casa, lejos de todo contacto familiar, aislados del exterior, sin televisión, ni redes sociales, ni celulares. Un total de 50 cámaras grabará la convivencia y quien gane se llevará un importante premio en efectivo: 25 mil dólares.
Todas las semanas habrá una eliminación que se basará en las sentencias hechas por los habitantes de la casa o por alguna falta sancionada por Big Brother.
Todo lo que hagan será grabado las 24 horas del día, y trasmitido al público televidente.

## Emisión
En las galas de Big Brother se conocía quienes eran los sentenciados, quien iba a ser el participante eliminado, entre otras cosas. En los debates se mostraran conflictos, romances y rivalidades de los hermanitos que iban teniendo día a día en la casa.
- Galas: con Rolando Sterling; miércoles a las 21:00 (8:00 p. m.)
- Debates: con Gaby Garrido, panelistas y ex-hermanitos; lunes a viernes (excepto miércoles) 21:30 a las (8:30 p. m.)
- Resúmenes Semanales: Lunes a domingos 23:30

## Participantes
En agosto de 2016, comenzó la primera edición de Big Brother en Panamá. Catorce concursantes entraron para vivir los 93 días dentro de la gran casa construida por Endemol en Buenos Aires. Finalmente quien se coronó ganadora fue Katy Sandoval.
| Posición | Nombre                              | Nombre                                                               | Edad | Procedencia      | Estado                               | Nominaciones | Tiempo  |
| -------- | ----------------------------------- | -------------------------------------------------------------------- | ---- | ---------------- | ------------------------------------ | ------------ | ------- |
| 1.º      |                                     | Katherine Sandoval Doctora en Medicina General.                      | 29   | Ciudad de Panamá | Ganadora de Big Brother Panamá       | 8            | 90 Días |
| 2.º      |                                     | Carlos Justavino Aventurero.                                         | 22   | Panamá Oeste     | Subcampeón de Big Brother Panamá     | 0            | 90 Días |
| 3.       |                                     | Alejandro Garrido Arquitecto.                                        | 26   | Ciudad de Panamá | 3.er Lugar de Big Brother Panamá     | 3            | 90 Días |
| 4.º      |                                     | Enrique Gutiérrez Coordinador de deportes.                           | 29   | Ciudad de Panamá | 11.º Eliminado de Big brother Panamá | 2            | 12 Días |
| 4.º      | 7.º Eliminado de Big brother Panamá | Enrique Gutiérrez Coordinador de deportes.                           | 29   | Ciudad de Panamá | 56 Días                              | 2            |         |
| 5.º      |                                     | Carolina Aybar Voluntaria.                                           | 18   | Ciudad de Panamá | 10.ª Eliminada de Big brother Panamá | 2            | 77 Días |
| 6.º      |                                     | Nelva Saldaña Community Manager.                                     | 20   | Chiriquí         | 9.ª Eliminada de Big brother Panamá  | 2            | 70 Días |
| 7.º      |                                     | Ángel Tello Estudiante de Administración financiera y Modelo.        | 26   | Herrera          | Expulsado de Big brother Panamá      | 4            | 68 Días |
| 8.º      |                                     | Milca Rodríguez Estudiante de Periodismo con producción audiovisual. | 27   | Colón            | 8.ª Eliminada de Big brother Panamá  | 1            | 63 Días |
| 9.º      |                                     | Gabriela Picota Actriz y bailarina GoGo.                             | 20   | Ciudad de Panamá | 6.ª Eliminada de Big brother Panamá  | 1            | 49 Días |
| 10.º     |                                     | Fergie Vergara Estudiante de gerencia de empresas y azafata.         | 26   | Los Santos       | 5.ª Eliminada de Big brother Panamá  | 2            | 42 Días |
| 11.º     |                                     | Jonathan Hall Estudiante.                                            | 25   | Colón            | 4.º Eliminado de Big brother Panamá  | 1            | 35 Días |
| 12.º     |                                     | Paul Novoa Actor.                                                    | 22   | Ciudad de Panamá | 3.° Eliminado de Big brother Panamá  | 1            | 28 Días |
| 13.º     |                                     | Julio López Modelo.                                                  | 25   | Ciudad de Panamá | 2.° Eliminado de Big brother Panamá  | 1            | 21 Días |
| 14.º     |                                     | Marlenis Santamaría Estudiante de Recursos Humanos.                  | 27   | Ciudad de Panamá | 1.ª Eliminada de Big brother Panamá  | 1            | 14 Días |

     Participante mujer.

     Participante varón.

### Resultados generales
| Katherine | Entra | Nominada | Nominada  | Nominada  | Nominada  | Nominada  | Salvada   | Nominada  | Nominada  | Salvada   | Nominada  | Finalista | Finalista | Ganadora   |  |  |  |  |  |  |  |  |  |  |  |  |  |  |  |  |  |  |  |  |  |  |  |  |  |  |  |  |  |  |  |  |  |  |  |  |  |  |  |  |  |  |  |  |  |  |  |  |  |  |  |  |  |  |
| Carlos    | Entra | Salvado  | Salvado   | Salvado   | Salvado   | Salvado   | Salvado   | Salvado   | Salvado   | Salvado   | Salvado   | Finalista | Finalista | 2.º Lugar  |  |  |  |  |  |  |  |  |  |  |  |  |  |  |  |  |  |  |  |  |  |  |  |  |  |  |  |  |  |  |  |  |  |  |  |  |  |  |  |  |  |  |  |  |  |  |  |  |  |  |  |  |  |  |
| Alejandro | Entra | Salvado  | Salvado   | Nominado  | Salvado   | Salvado   | Salvado   | Salvado   | Salvado   | Nominado  | Salvado   | Nominado  | Finalista | 3.er Lugar |  |  |  |  |  |  |  |  |  |  |  |  |  |  |  |  |  |  |  |  |  |  |  |  |  |  |  |  |  |  |  |  |  |  |  |  |  |  |  |  |  |  |  |  |  |  |  |  |  |  |  |  |  |  |
| Enrique   | Entra | Salvado  | Salvado   | Salvado   | Salvado   | Salvado   | Salvado   | Nominado  | Eliminado |           | Entra     | Nominado  | Eliminado |            |  |  |  |  |  |  |  |  |  |  |  |  |  |  |  |  |  |  |  |  |  |  |  |  |  |  |  |  |  |  |  |  |  |  |  |  |  |  |  |  |  |  |  |  |  |  |  |  |  |  |  |  |  |  |
| Carolina  | Entra | Salvada  | Salvada   | Salvada   | Salvada   | Nominada  | Salvada   | Salvada   | Salvada   | Salvada   | Nominada  | Eliminada |           |            |  |  |  |  |  |  |  |  |  |  |  |  |  |  |  |  |  |  |  |  |  |  |  |  |  |  |  |  |  |  |  |  |  |  |  |  |  |  |  |  |  |  |  |  |  |  |  |  |  |  |  |  |  |  |
| Nelva     | Entra | Salvada  | Salvada   | Salvada   | Salvada   | Salvada   | Salvada   | Salvada   | Nominada  | Nominada  | Eliminada |           |           |            |  |  |  |  |  |  |  |  |  |  |  |  |  |  |  |  |  |  |  |  |  |  |  |  |  |  |  |  |  |  |  |  |  |  |  |  |  |  |  |  |  |  |  |  |  |  |  |  |  |  |  |  |  |  |
| Ángel     | Entra | Salvado  | Salvado   | Salvado   | Salvado   | Nominado  | Nominado  | Salvado   | Nominado  | Nominado  | Expulsado |           |           |            |  |  |  |  |  |  |  |  |  |  |  |  |  |  |  |  |  |  |  |  |  |  |  |  |  |  |  |  |  |  |  |  |  |  |  |  |  |  |  |  |  |  |  |  |  |  |  |  |  |  |  |  |  |  |
| Milca     | Entra | Salvada  | Salvada   | Salvada   | Salvada   | Salvada   | Salvada   | Salvada   | Nominada  | Eliminada |           |           |           |            |  |  |  |  |  |  |  |  |  |  |  |  |  |  |  |  |  |  |  |  |  |  |  |  |  |  |  |  |  |  |  |  |  |  |  |  |  |  |  |  |  |  |  |  |  |  |  |  |  |  |  |  |  |  |
| Gabriela  | Entra | Salvada  | Salvada   | Salvada   | Salvada   | Salvada   | Nominada  | Eliminada |           |           |           |           |           |            |  |  |  |  |  |  |  |  |  |  |  |  |  |  |  |  |  |  |  |  |  |  |  |  |  |  |  |  |  |  |  |  |  |  |  |  |  |  |  |  |  |  |  |  |  |  |  |  |  |  |  |  |  |  |
| Fergie    | Entra | Salvada  | Salvada   | Nominada  | Salvada   | Nominada  | Eliminada |           |           |           |           |           |           |            |  |  |  |  |  |  |  |  |  |  |  |  |  |  |  |  |  |  |  |  |  |  |  |  |  |  |  |  |  |  |  |  |  |  |  |  |  |  |  |  |  |  |  |  |  |  |  |  |  |  |  |  |  |  |
| Jonathan  | Entra | Salvado  | Salvado   | Salvado   | Nominado  | Eliminado |           |           |           |           |           |           |           |            |  |  |  |  |  |  |  |  |  |  |  |  |  |  |  |  |  |  |  |  |  |  |  |  |  |  |  |  |  |  |  |  |  |  |  |  |  |  |  |  |  |  |  |  |  |  |  |  |  |  |  |  |  |  |
| Paul      | Entra | Salvado  | Salvado   | Nominado  | Eliminado |           |           |           |           |           |           |           |           |            |  |  |  |  |  |  |  |  |  |  |  |  |  |  |  |  |  |  |  |  |  |  |  |  |  |  |  |  |  |  |  |  |  |  |  |  |  |  |  |  |  |  |  |  |  |  |  |  |  |  |  |  |  |  |
| Julio     | Entra | Salvado  | Nominado  | Eliminado |           |           |           |           |           |           |           |           |           |            |  |  |  |  |  |  |  |  |  |  |  |  |  |  |  |  |  |  |  |  |  |  |  |  |  |  |  |  |  |  |  |  |  |  |  |  |  |  |  |  |  |  |  |  |  |  |  |  |  |  |  |  |  |  |
| Marlenis  | Entra | Nominada | Eliminada |           |           |           |           |           |           |           |           |           |           |            |  |  |  |  |  |  |  |  |  |  |  |  |  |  |  |  |  |  |  |  |  |  |  |  |  |  |  |  |  |  |  |  |  |  |  |  |  |  |  |  |  |  |  |  |  |  |  |  |  |  |  |  |  |  |

Galas:
     Los participantes entran a la casa.
     El participante no queda sentenciado durante la semana.
     El participante queda sentenciado por la mayoría de votos de sus compañeros.
     El participante queda sentenciado tras recibir una sanción.
     El participante queda eliminado.
Final:
     El participante por votación del público se convierte en el ganador/a de Big Brother.
     El participante por votación del público se convierte en el subcampeón/ona de Big Brother.
     Los participantes quedaron en el tercer o cuarto puesto.

### Tabla de nominaciones
| Katherine    | Nelva Jonathan       | Julio Jonathan       | Paul Gabriela                                | Jonathan Fergie      | Nelva Gabriela                             | Gabriela Nelva       | Enrique Nelva        | Milca Nelva                           | Alejandro Nelva             | Alejandro Carolina   | Alejandro Enrique    | No nominó            | Ganadora (90 días)       | Ganadora (90 días)      | Ganadora (90 días)   | Ganadora (90 días)   |                      |                      |                      |                      |                      |                      |                      |                      |                      |                      |                      |                      |                      |                      |                      |                      |                      |                      |                      |                      |                      |                      |                      |                      |                      |                      |                      |                      |                      |                      |                      |                      |                      |                      |                      |                      |                      |                      |                      |                      |                      |                      |                      |                      |                      |                      |                      |                      |                     |                    |
| Carlos       | Gabriela Katherine   | Julio Ángel          | Fergie Paul                                  | Ángel Fergie         | Ángel Gabriela                             | Enrique Alejandro    | Katherine Ángel      | Ángel Carolina                        | Carolina Ángel              | Katherine Carolina   | Enrique Alejandro    | No nominó            | 2.º Lugar (90 días)      | 2.º Lugar (90 días)     | 2.º Lugar (90 días)  | 2.º Lugar (90 días)  |                      |                      |                      |                      |                      |                      |                      |                      |                      |                      |                      |                      |                      |                      |                      |                      |                      |                      |                      |                      |                      |                      |                      |                      |                      |                      |                      |                      |                      |                      |                      |                      |                      |                      |                      |                      |                      |                      |                      |                      |                      |                      |                      |                      |                      |                      |                      |                      |                     |                    |
| Alejandro    | Paul Jonathan        | Jonathan Fergie      | Paul Fergie                                  | Jonathan Fergie      | Ángel Katherine                            | Gabriela Ángel       | Enrique Katherine    | Ángel Katherine                       | Katherine Ángel             | Katherine Carolina   | Enrique Katherine    | No nominó            | 3.er Lugar (90 días)     | 3.er Lugar (90 días)    | 3.er Lugar (90 días) | 3.er Lugar (90 días) |                      |                      |                      |                      |                      |                      |                      |                      |                      |                      |                      |                      |                      |                      |                      |                      |                      |                      |                      |                      |                      |                      |                      |                      |                      |                      |                      |                      |                      |                      |                      |                      |                      |                      |                      |                      |                      |                      |                      |                      |                      |                      |                      |                      |                      |                      |                      |                      |                     |                    |
| Enrique      | Katherine Nelva      | Julio Katherine      | Alejandro Katherine                          | Ángel Jonathan       | Carolina Katherine                         | Carolina Katherine   | Ángel Katherine      | Eliminado (56 días)                   | Eliminado (56 días)         | No Nominó            | Katherine Alejandro  | Eliminado (7 días)   | Eliminado (7 días)       | Eliminado (7 días)      | Eliminado (7 días)   | Eliminado (7 días)   | Eliminado (7 días)   | Eliminado (7 días)   | Eliminado (7 días)   | Eliminado (7 días)   | Eliminado (7 días)   | Eliminado (7 días)   | Eliminado (7 días)   | Eliminado (7 días)   | Eliminado (7 días)   | Eliminado (7 días)   | Eliminado (7 días)   | Eliminado (7 días)   | Eliminado (7 días)   | Eliminado (7 días)   | Eliminado (7 días)   | Eliminado (7 días)   | Eliminado (7 días)   | Eliminado (7 días)   | Eliminado (7 días)   | Eliminado (7 días)   | Eliminado (7 días)   | Eliminado (7 días)   | Eliminado (7 días)   | Eliminado (7 días)   | Eliminado (7 días)   | Eliminado (7 días)   | Eliminado (7 días)   | Eliminado (7 días)   | Eliminado (7 días)   | Eliminado (7 días)   | Eliminado (7 días)   | Eliminado (7 días)   | Eliminado (7 días)   | Eliminado (7 días)   | Eliminado (7 días)   | Eliminado (7 días)   | Eliminado (7 días)   | Eliminado (7 días)   | Eliminado (7 días)   | Eliminado (7 días)   | Eliminado (7 días)   | Eliminado (7 días)   | Eliminado (7 días)   | Eliminado (7 días)   | Eliminado (7 días)   | Eliminado (7 días)   | Eliminado (7 días)   | Eliminado (7 días)   | Eliminado (7 días)  | Eliminado (7 días) |
| Carolina     | Marlenis Milca       | Jonathan Fergie      | Fergie Paul                                  | Fergie Jonathan      | Nelva Gabriela                             | Gabriela Nelva       | Enrique Nelva        | Nelva Ángel                           | Nelva Ángel                 | Carolina Katherine   | Eliminada (77 días)  | Eliminada (77 días)  | Eliminada (77 días)      | Eliminada (77 días)     | Eliminada (77 días)  | Eliminada (77 días)  | Eliminada (77 días)  | Eliminada (77 días)  | Eliminada (77 días)  | Eliminada (77 días)  | Eliminada (77 días)  | Eliminada (77 días)  | Eliminada (77 días)  | Eliminada (77 días)  | Eliminada (77 días)  | Eliminada (77 días)  | Eliminada (77 días)  | Eliminada (77 días)  | Eliminada (77 días)  | Eliminada (77 días)  | Eliminada (77 días)  | Eliminada (77 días)  | Eliminada (77 días)  | Eliminada (77 días)  | Eliminada (77 días)  | Eliminada (77 días)  | Eliminada (77 días)  | Eliminada (77 días)  | Eliminada (77 días)  | Eliminada (77 días)  | Eliminada (77 días)  | Eliminada (77 días)  | Eliminada (77 días)  | Eliminada (77 días)  | Eliminada (77 días)  | Eliminada (77 días)  | Eliminada (77 días)  | Eliminada (77 días)  | Eliminada (77 días)  | Eliminada (77 días)  | Eliminada (77 días)  | Eliminada (77 días)  | Eliminada (77 días)  | Eliminada (77 días)  | Eliminada (77 días)  | Eliminada (77 días)  | Eliminada (77 días)  | Eliminada (77 días)  | Eliminada (77 días)  | Eliminada (77 días)  | Eliminada (77 días)  | Eliminada (77 días)  | Eliminada (77 días)  | Eliminada (77 días)  | Eliminada (77 días) |                    |
| Nelva        | Katherine Marlenis   | Katherine Jonathan   | Jonathan Fergie                              | Katherine Jonathan   | Katherine Angel                            | Ángel Katherine      | Ángel Katherine      | Ángel Katherine                       | Ángel Katherine             | Eliminada (70 días)  | Eliminada (70 días)  | Eliminada (70 días)  | Eliminada (70 días)      | Eliminada (70 días)     | Eliminada (70 días)  | Eliminada (70 días)  | Eliminada (70 días)  | Eliminada (70 días)  | Eliminada (70 días)  | Eliminada (70 días)  | Eliminada (70 días)  | Eliminada (70 días)  | Eliminada (70 días)  | Eliminada (70 días)  | Eliminada (70 días)  | Eliminada (70 días)  | Eliminada (70 días)  | Eliminada (70 días)  | Eliminada (70 días)  | Eliminada (70 días)  | Eliminada (70 días)  | Eliminada (70 días)  | Eliminada (70 días)  | Eliminada (70 días)  | Eliminada (70 días)  | Eliminada (70 días)  | Eliminada (70 días)  | Eliminada (70 días)  | Eliminada (70 días)  | Eliminada (70 días)  | Eliminada (70 días)  | Eliminada (70 días)  | Eliminada (70 días)  | Eliminada (70 días)  | Eliminada (70 días)  | Eliminada (70 días)  | Eliminada (70 días)  | Eliminada (70 días)  | Eliminada (70 días)  | Eliminada (70 días)  | Eliminada (70 días)  | Eliminada (70 días)  | Eliminada (70 días)  | Eliminada (70 días)  | Eliminada (70 días)  | Eliminada (70 días)  | Eliminada (70 días)  | Eliminada (70 días)  | Eliminada (70 días)  | Eliminada (70 días)  | Eliminada (70 días)  | Eliminada (70 días)  | Eliminada (70 días)  | Eliminada (70 días)  |                     |                    |
| Ángel        | Marlenis Nelva       | Katherine Enrique    | Enrique Nelva                                | Jonathan Nelva       | Alejandro Nelva                            | Nelva Gabriela       | Nelva Enrique        | Milca Nelva                           | Alejandro Nelva             | Expulsado (68 días)  | Expulsado (68 días)  | Expulsado (68 días)  | Expulsado (68 días)      | Expulsado (68 días)     | Expulsado (68 días)  | Expulsado (68 días)  | Expulsado (68 días)  | Expulsado (68 días)  | Expulsado (68 días)  | Expulsado (68 días)  | Expulsado (68 días)  | Expulsado (68 días)  | Expulsado (68 días)  | Expulsado (68 días)  | Expulsado (68 días)  | Expulsado (68 días)  | Expulsado (68 días)  | Expulsado (68 días)  | Expulsado (68 días)  | Expulsado (68 días)  | Expulsado (68 días)  | Expulsado (68 días)  | Expulsado (68 días)  | Expulsado (68 días)  | Expulsado (68 días)  | Expulsado (68 días)  | Expulsado (68 días)  | Expulsado (68 días)  | Expulsado (68 días)  | Expulsado (68 días)  | Expulsado (68 días)  | Expulsado (68 días)  | Expulsado (68 días)  | Expulsado (68 días)  | Expulsado (68 días)  | Expulsado (68 días)  | Expulsado (68 días)  | Expulsado (68 días)  | Expulsado (68 días)  | Expulsado (68 días)  | Expulsado (68 días)  | Expulsado (68 días)  | Expulsado (68 días)  | Expulsado (68 días)  | Expulsado (68 días)  | Expulsado (68 días)  | Expulsado (68 días)  | Expulsado (68 días)  | Expulsado (68 días)  | Expulsado (68 días)  | Expulsado (68 días)  | Expulsado (68 días)  | Expulsado (68 días)  | Expulsado (68 días)  |                     |                    |
| Milca        | Katherine Carolina   | Julio Nelva          | Gabriela Katherine                           | Katherine Carolina   | Katherine Carolina                         | Katherine Ángel      | Katherine Ángel      | Katherine Ángel                       | Eliminada (63 días)         | Eliminada (63 días)  | Eliminada (63 días)  | Eliminada (63 días)  | Eliminada (63 días)      | Eliminada (63 días)     | Eliminada (63 días)  | Eliminada (63 días)  | Eliminada (63 días)  | Eliminada (63 días)  | Eliminada (63 días)  | Eliminada (63 días)  | Eliminada (63 días)  | Eliminada (63 días)  | Eliminada (63 días)  | Eliminada (63 días)  | Eliminada (63 días)  | Eliminada (63 días)  | Eliminada (63 días)  | Eliminada (63 días)  | Eliminada (63 días)  | Eliminada (63 días)  | Eliminada (63 días)  | Eliminada (63 días)  | Eliminada (63 días)  | Eliminada (63 días)  | Eliminada (63 días)  | Eliminada (63 días)  | Eliminada (63 días)  | Eliminada (63 días)  | Eliminada (63 días)  | Eliminada (63 días)  | Eliminada (63 días)  | Eliminada (63 días)  | Eliminada (63 días)  | Eliminada (63 días)  | Eliminada (63 días)  | Eliminada (63 días)  | Eliminada (63 días)  | Eliminada (63 días)  | Eliminada (63 días)  | Eliminada (63 días)  | Eliminada (63 días)  | Eliminada (63 días)  | Eliminada (63 días)  | Eliminada (63 días)  | Eliminada (63 días)  | Eliminada (63 días)  | Eliminada (63 días)  | Eliminada (63 días)  | Eliminada (63 días)  | Eliminada (63 días)  | Eliminada (63 días)  | Eliminada (63 días)  | Eliminada (63 días)  |                      |                     |                    |
| Gabriela     | Katherine Marlenis   | Fergie Katherine     | Carolina Katherine                           | Jonathan Katherine   | Carolina Katherine                         | Ángel Katherine      | Eliminada (49 días)  | Eliminada (49 días)                   | Eliminada (49 días)         | Eliminada (49 días)  | Eliminada (49 días)  | Eliminada (49 días)  | Eliminada (49 días)      | Eliminada (49 días)     | Eliminada (49 días)  | Eliminada (49 días)  | Eliminada (49 días)  | Eliminada (49 días)  | Eliminada (49 días)  | Eliminada (49 días)  | Eliminada (49 días)  | Eliminada (49 días)  | Eliminada (49 días)  | Eliminada (49 días)  | Eliminada (49 días)  | Eliminada (49 días)  | Eliminada (49 días)  | Eliminada (49 días)  | Eliminada (49 días)  | Eliminada (49 días)  | Eliminada (49 días)  | Eliminada (49 días)  | Eliminada (49 días)  | Eliminada (49 días)  | Eliminada (49 días)  | Eliminada (49 días)  | Eliminada (49 días)  | Eliminada (49 días)  | Eliminada (49 días)  | Eliminada (49 días)  | Eliminada (49 días)  | Eliminada (49 días)  | Eliminada (49 días)  | Eliminada (49 días)  | Eliminada (49 días)  | Eliminada (49 días)  | Eliminada (49 días)  | Eliminada (49 días)  | Eliminada (49 días)  | Eliminada (49 días)  | Eliminada (49 días)  | Eliminada (49 días)  | Eliminada (49 días)  | Eliminada (49 días)  | Eliminada (49 días)  | Eliminada (49 días)  | Eliminada (49 días)  | Eliminada (49 días)  | Eliminada (49 días)  | Eliminada (49 días)  | Eliminada (49 días)  |                      |                      |                      |                     |                    |
| Fergie       | Katherine Carolina   | Julio Nelva          | Katherine Gabriela                           | Katherine Carolina   | Katherine Carolina                         | Eliminada (42 días)  | Eliminada (42 días)  | Eliminada (42 días)                   | Eliminada (42 días)         | Eliminada (42 días)  | Eliminada (42 días)  | Eliminada (42 días)  | Eliminada (42 días)      | Eliminada (42 días)     | Eliminada (42 días)  | Eliminada (42 días)  | Eliminada (42 días)  | Eliminada (42 días)  | Eliminada (42 días)  | Eliminada (42 días)  | Eliminada (42 días)  | Eliminada (42 días)  | Eliminada (42 días)  | Eliminada (42 días)  | Eliminada (42 días)  | Eliminada (42 días)  | Eliminada (42 días)  | Eliminada (42 días)  | Eliminada (42 días)  | Eliminada (42 días)  | Eliminada (42 días)  | Eliminada (42 días)  | Eliminada (42 días)  | Eliminada (42 días)  | Eliminada (42 días)  | Eliminada (42 días)  | Eliminada (42 días)  | Eliminada (42 días)  | Eliminada (42 días)  | Eliminada (42 días)  | Eliminada (42 días)  | Eliminada (42 días)  | Eliminada (42 días)  | Eliminada (42 días)  | Eliminada (42 días)  | Eliminada (42 días)  | Eliminada (42 días)  | Eliminada (42 días)  | Eliminada (42 días)  | Eliminada (42 días)  | Eliminada (42 días)  | Eliminada (42 días)  | Eliminada (42 días)  | Eliminada (42 días)  | Eliminada (42 días)  | Eliminada (42 días)  | Eliminada (42 días)  | Eliminada (42 días)  | Eliminada (42 días)  | Eliminada (42 días)  |                      |                      |                      |                      |                     |                    |
| Jonathan     | Alejandro Katherine  | Julio Nelva          | Alejandro Gabriela                           | Carolina Katherine   | Eliminado (35 días)                        | Eliminado (35 días)  | Eliminado (35 días)  | Eliminado (35 días)                   | Eliminado (35 días)         | Eliminado (35 días)  | Eliminado (35 días)  | Eliminado (35 días)  | Eliminado (35 días)      | Eliminado (35 días)     | Eliminado (35 días)  | Eliminado (35 días)  | Eliminado (35 días)  | Eliminado (35 días)  | Eliminado (35 días)  | Eliminado (35 días)  | Eliminado (35 días)  | Eliminado (35 días)  | Eliminado (35 días)  | Eliminado (35 días)  | Eliminado (35 días)  | Eliminado (35 días)  | Eliminado (35 días)  | Eliminado (35 días)  | Eliminado (35 días)  | Eliminado (35 días)  | Eliminado (35 días)  | Eliminado (35 días)  | Eliminado (35 días)  | Eliminado (35 días)  | Eliminado (35 días)  | Eliminado (35 días)  | Eliminado (35 días)  | Eliminado (35 días)  | Eliminado (35 días)  | Eliminado (35 días)  | Eliminado (35 días)  | Eliminado (35 días)  | Eliminado (35 días)  | Eliminado (35 días)  | Eliminado (35 días)  | Eliminado (35 días)  | Eliminado (35 días)  | Eliminado (35 días)  | Eliminado (35 días)  | Eliminado (35 días)  | Eliminado (35 días)  | Eliminado (35 días)  | Eliminado (35 días)  | Eliminado (35 días)  | Eliminado (35 días)  | Eliminado (35 días)  | Eliminado (35 días)  | Eliminado (35 días)  | Eliminado (35 días)  |                      |                      |                      |                      |                      |                     |                    |
| Paul         | Alejandro Katherine  | Julio Nelva          | Alejandro Katherine                          | Eliminado (28 días)  | Eliminado (28 días)                        | Eliminado (28 días)  | Eliminado (28 días)  | Eliminado (28 días)                   | Eliminado (28 días)         | Eliminado (28 días)  | Eliminado (28 días)  | Eliminado (28 días)  | Eliminado (28 días)      | Eliminado (28 días)     | Eliminado (28 días)  | Eliminado (28 días)  | Eliminado (28 días)  | Eliminado (28 días)  | Eliminado (28 días)  | Eliminado (28 días)  | Eliminado (28 días)  | Eliminado (28 días)  | Eliminado (28 días)  | Eliminado (28 días)  | Eliminado (28 días)  | Eliminado (28 días)  | Eliminado (28 días)  | Eliminado (28 días)  | Eliminado (28 días)  | Eliminado (28 días)  | Eliminado (28 días)  | Eliminado (28 días)  | Eliminado (28 días)  | Eliminado (28 días)  | Eliminado (28 días)  | Eliminado (28 días)  | Eliminado (28 días)  | Eliminado (28 días)  | Eliminado (28 días)  | Eliminado (28 días)  | Eliminado (28 días)  | Eliminado (28 días)  | Eliminado (28 días)  | Eliminado (28 días)  | Eliminado (28 días)  | Eliminado (28 días)  | Eliminado (28 días)  | Eliminado (28 días)  | Eliminado (28 días)  | Eliminado (28 días)  | Eliminado (28 días)  | Eliminado (28 días)  | Eliminado (28 días)  | Eliminado (28 días)  | Eliminado (28 días)  | Eliminado (28 días)  | Eliminado (28 días)  | Eliminado (28 días)  |                      |                      |                      |                      |                      |                      |                     |                    |
| Julio        | Marlenis Nelva       | Fergie Katherine     | Eliminado (21 días)                          | Eliminado (21 días)  | Eliminado (21 días)                        | Eliminado (21 días)  | Eliminado (21 días)  | Eliminado (21 días)                   | Eliminado (21 días)         | Eliminado (21 días)  | Eliminado (21 días)  | Eliminado (21 días)  | Eliminado (21 días)      | Eliminado (21 días)     | Eliminado (21 días)  | Eliminado (21 días)  | Eliminado (21 días)  | Eliminado (21 días)  | Eliminado (21 días)  | Eliminado (21 días)  | Eliminado (21 días)  | Eliminado (21 días)  | Eliminado (21 días)  | Eliminado (21 días)  | Eliminado (21 días)  | Eliminado (21 días)  | Eliminado (21 días)  | Eliminado (21 días)  | Eliminado (21 días)  | Eliminado (21 días)  | Eliminado (21 días)  | Eliminado (21 días)  | Eliminado (21 días)  | Eliminado (21 días)  | Eliminado (21 días)  | Eliminado (21 días)  | Eliminado (21 días)  | Eliminado (21 días)  | Eliminado (21 días)  | Eliminado (21 días)  | Eliminado (21 días)  | Eliminado (21 días)  | Eliminado (21 días)  | Eliminado (21 días)  | Eliminado (21 días)  | Eliminado (21 días)  | Eliminado (21 días)  | Eliminado (21 días)  | Eliminado (21 días)  | Eliminado (21 días)  | Eliminado (21 días)  | Eliminado (21 días)  | Eliminado (21 días)  | Eliminado (21 días)  | Eliminado (21 días)  | Eliminado (21 días)  | Eliminado (21 días)  |                      |                      |                      |                      |                      |                      |                      |                     |                    |
| Marlenis     | Fergie Jonathan      | Eliminada (14 días)  | Eliminada (14 días)                          | Eliminada (14 días)  | Eliminada (14 días)                        | Eliminada (14 días)  | Eliminada (14 días)  | Eliminada (14 días)                   | Eliminada (14 días)         | Eliminada (14 días)  | Eliminada (14 días)  | Eliminada (14 días)  | Eliminada (14 días)      | Eliminada (14 días)     | Eliminada (14 días)  | Eliminada (14 días)  | Eliminada (14 días)  | Eliminada (14 días)  | Eliminada (14 días)  | Eliminada (14 días)  | Eliminada (14 días)  | Eliminada (14 días)  | Eliminada (14 días)  | Eliminada (14 días)  | Eliminada (14 días)  | Eliminada (14 días)  | Eliminada (14 días)  | Eliminada (14 días)  | Eliminada (14 días)  | Eliminada (14 días)  | Eliminada (14 días)  | Eliminada (14 días)  | Eliminada (14 días)  | Eliminada (14 días)  | Eliminada (14 días)  | Eliminada (14 días)  | Eliminada (14 días)  | Eliminada (14 días)  | Eliminada (14 días)  | Eliminada (14 días)  | Eliminada (14 días)  | Eliminada (14 días)  | Eliminada (14 días)  | Eliminada (14 días)  | Eliminada (14 días)  | Eliminada (14 días)  | Eliminada (14 días)  | Eliminada (14 días)  | Eliminada (14 días)  | Eliminada (14 días)  | Eliminada (14 días)  | Eliminada (14 días)  | Eliminada (14 días)  | Eliminada (14 días)  | Eliminada (14 días)  | Eliminada (14 días)  |                      |                      |                      |                      |                      |                      |                      |                      |                     |                    |
|              |                      |                      |                                              |                      |                                            |                      |                      |                                       |                             |                      |                      |                      |                          |                         |                      |                      |                      |                      |                      |                      |                      |                      |                      |                      |                      |                      |                      |                      |                      |                      |                      |                      |                      |                      |                      |                      |                      |                      |                      |                      |                      |                      |                      |                      |                      |                      |                      |                      |                      |                      |                      |                      |                      |                      |                      |                      |                      |                      |                      |                      |                      |                      |                      |                      |                     |                    |
| Sentenciados | Katherine Marlenis   | Julio Katherine      | Alejandro Fergie Katherine Paul              | Jonathan Katherine   | Katherine Carolina Ángel Fergie            | Gabriela Ángel       | Katherine Enrique    | Ángel Katherine Milca Nelva           | Ángel Angel Alejandro Nelva | Katherine Carolina   | Alejandro Enrique    | Sin Sentenciados     |                          |                         |                      |                      |                      |                      |                      |                      |                      |                      |                      |                      |                      |                      |                      |                      |                      |                      |                      |                      |                      |                      |                      |                      |                      |                      |                      |                      |                      |                      |                      |                      |                      |                      |                      |                      |                      |                      |                      |                      |                      |                      |                      |                      |                      |                      |                      |                      |                      |                      |                      |                      |                     |                    |
| Salvados     | Katherine 67%        | Katherine 78%        | Katherine 51,2% Alejandro 22,3% Fergie 14,1% | Katherine 81,3%      | Katherine 41,6% Ángel 24,7% Carolina 20,8% | Ángel 77,9%          | Katherine 63,5%      | Katherine 52% Ángel 27,1% Nelva 12,4% | Alejandro 56%               | Katherine 65,2%      | Alejandro 59,7%      | Sin Salvados         | Kathy 57.4 % para ganar  | Kathy 57.4 % para ganar |                      |                      |                      |                      |                      |                      |                      |                      |                      |                      |                      |                      |                      |                      |                      |                      |                      |                      |                      |                      |                      |                      |                      |                      |                      |                      |                      |                      |                      |                      |                      |                      |                      |                      |                      |                      |                      |                      |                      |                      |                      |                      |                      |                      |                      |                      |                      |                      |                      |                      |                     |                    |
| Eliminados   | Marlenis 33%         | Julio 22%            | Paul 12,4%                                   | Jonathan 18,7%       | Fergie 12,9%                               | Gabriela 22,1%       | Enrique 36,5%        | Milca 8,5%                            | Nelva 44%                   | Carolina 34,8%       | Enrique 40,3%        | Sin Eliminados       | Alejandro 12% para ganar | Carlos 30.6% para ganar |                      |                      |                      |                      |                      |                      |                      |                      |                      |                      |                      |                      |                      |                      |                      |                      |                      |                      |                      |                      |                      |                      |                      |                      |                      |                      |                      |                      |                      |                      |                      |                      |                      |                      |                      |                      |                      |                      |                      |                      |                      |                      |                      |                      |                      |                      |                      |                      |                      |                      |                     |                    |
| Expulsados   | Fuera de Competencia | Fuera de Competencia | Fuera de Competencia                         | Fuera de Competencia | Fuera de Competencia                       | Fuera de Competencia | Fuera de Competencia | Fuera de Competencia                  | Ángel                       | Fuera de Competencia | Fuera de Competencia | Fuera de Competencia | Fuera de Competencia     | Fuera de Competencia    | Fuera de Competencia | Fuera de Competencia | Fuera de Competencia | Fuera de Competencia | Fuera de Competencia | Fuera de Competencia | Fuera de Competencia | Fuera de Competencia | Fuera de Competencia | Fuera de Competencia | Fuera de Competencia | Fuera de Competencia | Fuera de Competencia | Fuera de Competencia | Fuera de Competencia | Fuera de Competencia | Fuera de Competencia | Fuera de Competencia | Fuera de Competencia | Fuera de Competencia | Fuera de Competencia | Fuera de Competencia | Fuera de Competencia | Fuera de Competencia | Fuera de Competencia | Fuera de Competencia | Fuera de Competencia | Fuera de Competencia | Fuera de Competencia | Fuera de Competencia | Fuera de Competencia | Fuera de Competencia | Fuera de Competencia | Fuera de Competencia | Fuera de Competencia | Fuera de Competencia | Fuera de Competencia | Fuera de Competencia | Fuera de Competencia | Fuera de Competencia | Fuera de Competencia | Fuera de Competencia | Fuera de Competencia | Fuera de Competencia | Fuera de Competencia | Fuera de Competencia | Fuera de Competencia | Fuera de Competencia | Fuera de Competencia | Fuera de Competencia |                     |                    |

- En Negrita, los votos valen 2 puntos.
- En Cursiva, los votos valen 1 punto.

#### Total de votos
Total de votos recibidos.
| Participante | #2 | #3            | #4            | #5             | #6             | #7             | #8             | #9             | #10            | #11            | #12            | #13            | SF             | Final          | Total de votos recibidos |
| ------------ | -- | ------------- | ------------- | -------------- | -------------- | -------------- | -------------- | -------------- | -------------- | -------------- | -------------- | -------------- | -------------- | -------------- | ------------------------ |
| Katherine    | 13 | 7             | 6             | 8              | 9              | 5              | 7              | 4              | 3              | 5              | 3              | -              | Finalista      | 1.er Lugar     | 66                       |
| Carlos       | 0  | 0             | 0             | 0              | 0              | 0              | 0              | 0              | 0              | 0              | 0              | -              | Finalista      | 2.º Lugar      | 0                        |
| Alejandro    | 4  | 0             | 6             | 0              | 2              | 1              | 0              | 0              | 4              | 3              | 5              | -              | Finalista      | 3.er Lugar     | 25                       |
| Enrique      | 0  | 1             | 2             | 0              | 0              | 2              | 7              | 7º Eliminado   | 7º Eliminado   | -              | 4              | 11.º Eliminado | 11.º Eliminado | 11.º Eliminado | 16                       |
| Carolina     | 2  | 0             | 2             | 4              | 6              | 0              | 0              | 1              | 2              | 4              | 10.ª Eliminada | 10.ª Eliminada | 10.ª Eliminada | 10.ª Eliminada | 21                       |
| Nelva        | 5  | 4             | 1             | 1              | 5              | 4              | 4              | 4              | 4              | 9.ª Eliminada  | 9.ª Eliminada  | 9.ª Eliminada  | 9.ª Eliminada  | 9.ª Eliminada  | 32                       |
| Ángel        | 0  | 1             | 0             | 4              | 5              | 6              | 6              | 8              | 5              | Expulsado      | Expulsado      | Expulsado      | Expulsado      | Expulsado      | 35                       |
| Milca        | 1  | 0             | 0             | 0              | 0              | 0              | 0              | 4              | 8.ª Eliminada  | 8.ª Eliminada  | 8.ª Eliminada  | 8.ª Eliminada  | 8.ª Eliminada  | 8.ª Eliminada  | 5                        |
| Gabriela     | 2  | 0             | 5             | 0              | 3              | 7              | 6.ª Eliminada  | 6.ª Eliminada  | 6.ª Eliminada  | 6.ª Eliminada  | 6.ª Eliminada  | 6.ª Eliminada  | 6.ª Eliminada  | 6.ª Eliminada  | 17                       |
| Fergie       | 2  | 6             | 6             | 5              | 0              | 5.ª Eliminada  | 5.ª Eliminada  | 5.ª Eliminada  | 5.ª Eliminada  | 5.ª Eliminada  | 5.ª Eliminada  | 5.ª Eliminada  | 5.ª Eliminada  | 5.ª Eliminada  | 19                       |
| Jonathan     | 3  | 6             | 2             | 11             | 4.º Eliminado  | 4.º Eliminado  | 4.º Eliminado  | 4.º Eliminado  | 4.º Eliminado  | 4.º Eliminado  | 4.º Eliminado  | 4.º Eliminado  | 4.º Eliminado  | 4.º Eliminado  | 22                       |
| Paul         | 2  | 0             | 6             | 3.er Eliminado | 3.er Eliminado | 3.er Eliminado | 3.er Eliminado | 3.er Eliminado | 3.er Eliminado | 3.er Eliminado | 3.er Eliminado | 3.er Eliminado | 3.er Eliminado | 3.er Eliminado | 8                        |
| Julio        | 0  | 14            | 2.º Eliminado | 2.º Eliminado  | 2.º Eliminado  | 2.º Eliminado  | 2.º Eliminado  | 2.º Eliminado  | 2.º Eliminado  | 2.º Eliminado  | 2.º Eliminado  | 2.º Eliminado  | 2.º Eliminado  | 2.º Eliminado  | 14                       |
| Marlenis     | 8  | 1.ª Eliminada | 1.ª Eliminada | 1.ª Eliminada  | 1.ª Eliminada  | 1.ª Eliminada  | 1.ª Eliminada  | 1.ª Eliminada  | 1.ª Eliminada  | 1.ª Eliminada  | 1.ª Eliminada  | 1.ª Eliminada  | 1.ª Eliminada  | 1.ª Eliminada  | 8                        |

     Nominado/a.

     Nominado/a tras recibir sanción.